# هاري سيمون (ملاكم)
هاري سيمون (بالإنجليزية: Harry Simon) مواليد 21 أكتوبر 1972 في ولفس بي، جنوب غرب أفريقيا، هو ملاكم ناميبي يصنف ضمن فئة وزن خفيف الثقيل بدأ مسيرته الاحترافية سنة 1994 حيث انتصر في نزاله الأول. حقق بطولة رابطة الملاكمة العالمية وبطولة منظمة الملاكمة العالمية. شارك في دورة الألعاب الأولمبية الصيفية سنة 1992. حقق الميدالية الذهبية في ألعاب عموم أفريقيا 1991.

## إحصائيات
خاض خلال مسيرته 30 نزالا، فاز في 30 ولم يتعادل ولم يخسر. فاز بالضربة القاضية في 22 نزالا.

## الميداليات
| الميدالية | المسابقة                |
| --------- | ----------------------- |
| ذهبية     | ألعاب عموم أفريقيا 1991 |

## روابط خارجية
- هاري سيمون على موقع بوكس ريك (الإنجليزية) (registration required)
- هاري سيمون على موقع أوليمبيديا (الإنجليزية)